# 1090
1090 (MXC) var ett normalår som började en tisdag i den julianska kalendern.

## Händelser

### Okänt datum
- Granada erövras av Yusuf Ibn Tashfin, almoravidernas kung.
- Hammadiderna flyttar sin huvudstad från Qalaat Beni Hammad till Bejaïa.

## Födda
- Bernhard av Clairvaux, abbot.
- Eliezer ben Nathan av Mainz.
- Erik Emune (född omkring detta år), kung av Danmark 1134–1137.
- S:t Famianus.
- Sigurd Jorsalafarare, kung av Norge 1103–1130.
- William av Malmsbury.
- Trotula di Ruggiero, italiensk läkare.

## Avlidna
- 16 april – Sikelgaita, italiensk hertiginna av Apulian och Kalabrien.
- S:t Malcoldia av Asti.
- S:t Adalbero.